# Club Deportivo Universitario
Der Club Deportivo Universitario ist ein panamaischer Fußballverein mit Sitz in der Stadt Penonomé innerhalb der Provinz Coclé. Er entstand 2018 aus der Fusion des Chorrillo FC mit dem CD Centenario Panamá und ist im Besitz der Universidad Latina de Panamá.

## Geschichte
Der Klub wurde nach der Fusion des Chorrillo FC mit dem CD Centenario Panamá am 13. Juni 2018 gegründet und ist im Besitz der Universidad Latina de Panamá auf dessen Platz die Mannschaft spielt. Vom ehemaligen Klub Chorrillo FC wurde unter anderem der Phönix im Logo übernommen. In der Saison 2018/19 erreichte man einmal die Teilnahme am Pokalfinale, in welchem man dem CD del Este FC nach Elfmeterschießen unterlag. In der Apertura 2021 erreichte man das Finale, welches gegen CD Plaza Amador mit 1:2 verloren wurde.